# Seann Miley Moore
Seann Miley Moore es una persona no binaria filipina-australiana que se dedica a la canción, conocida por sus papeles como Engineer en múltiples giras de Miss Saigon y como Hedwig en la gira australiana de 2025 de Hedwig and the Angry Inch, además de competir en la temporada 12 de The X-Factor de Reino Unido y en la temporada 10 de The Voice de Australia.

## Carrera
En 2015, Moore compitió en la temporada 12 de X-Factor de Reino Unido a la edad de 25 años y fue la cuarta persona eliminada.
En 2017, lanzó su primer EP llamado Seann Miley Moore, que constaba de cuatro canciones. Lanzó su segundo EP, 4 Track Bitch en 2018.
En 2019 fue parte del elenco del musical The Willows.
En 2021, compitió en la décima temporada de la edición australiana de The Voice con Jessica Mauboy. Giró las cuatro sillas en su audición a ciegas, donde interpretó  «The Prayer» de Andrea Bocelli .  Esto hizo que compitiese en Eurovisión: Australia Decides 2022 con su canción «My Body».
En 2023, Moore interpretó a Engineer en la producción del musical Miss Saigon en Australia, Filipinas, Taiwán y Singapur, y repetirá el papel en la próxima gira regional por el Reino Unido e Irlanda de 2025-26. En 2025, Moore interpretó al personaje Hedwig en una nueva gira australiana de Hedwig and the Angry Inch.

## Vida personal
Moore nació en Yakarta, capital de Indonesia. En 2003, se mudó a Australia con su familia. En su adolescencia, salió del armario como gay. En 2015, se declaró genderqueer.
Moore usa los pronombres él/ella/ellos (he/she/they).

## Discografía

### EPs
| Título            | Año  |
| ----------------- | ---- |
| Seann Miley Moore | 2017 |
| 4 Track Bitch     | 2018 |

### Sencillos
| Título                 | Año  | Álbum              |
| ---------------------- | ---- | ------------------ |
| "Life on Mars"         | 2015 | The X Factor       |
| "This Woman's Work"    | 2015 | The X Factor       |
| "The Show Must Go On"  | 2015 | The X Factor       |
| "California Dreamin' " | 2015 | The X Factor       |
| "San Miguel"           | 2018 | 4 Track Bitch      |
| "Lonely"               | 2021 | Lonely (The Voice) |
| "My Body"              | 2022 | My Body            |